# 34154 Anushkanair
34154 Anushkanair è un asteroide della fascia principale. Scoperto nel 2000, presenta un'orbita caratterizzata da un semiasse maggiore pari a 2,4760176 au e da un'eccentricità di 0,1506066, inclinata di 3,16734° rispetto all'eclittica.